# Estadio Hyochang

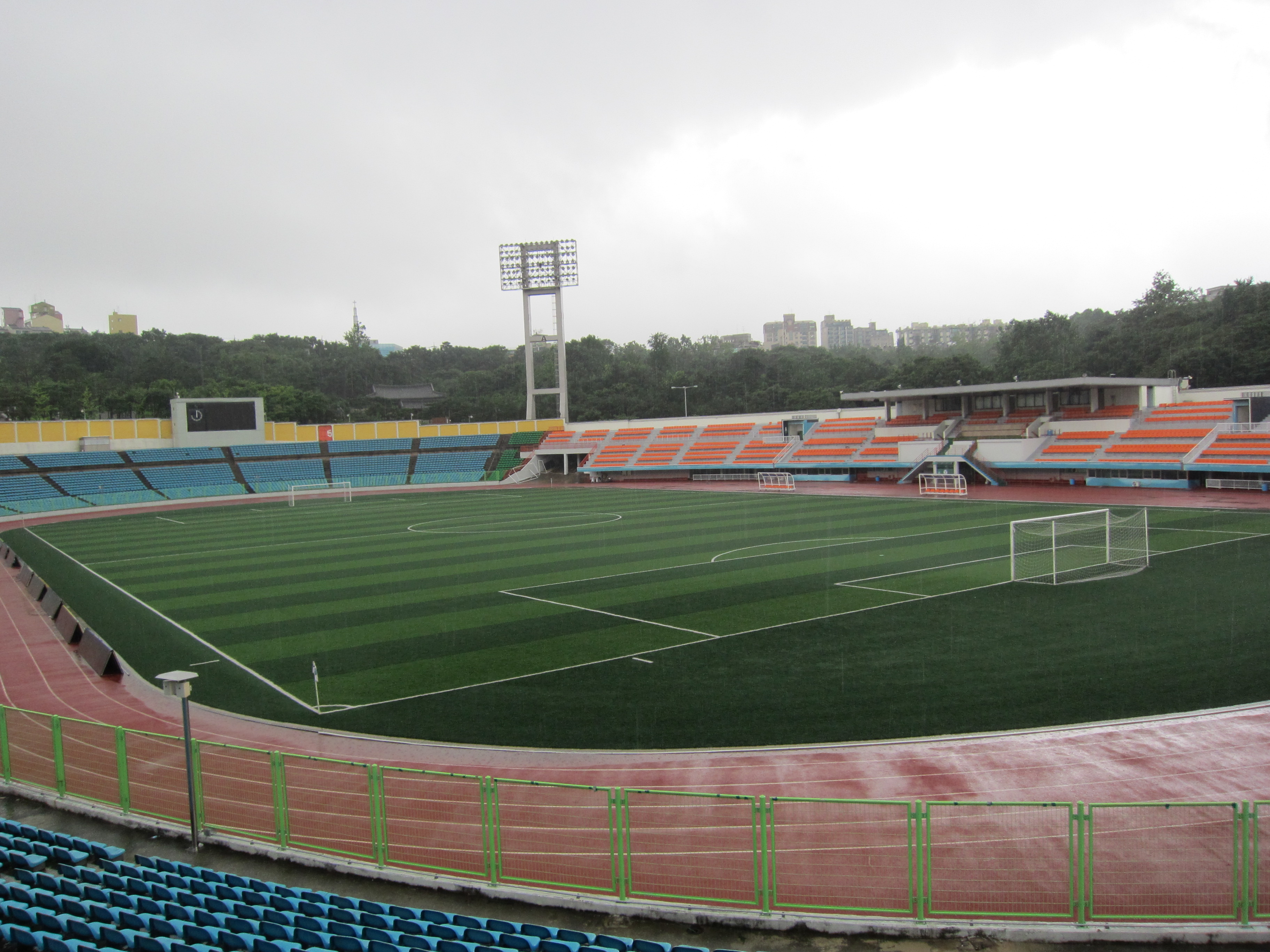
Estadio Hyochang

Estadio Hyochang (Hangul:효창운동장) es un estadio de usos múltiples en Hyochang-dong, Yongsan-gu, Seúl, Corea del Sur. Actualmente se utiliza sobre todo para los partidos de fútbol. El estadio tiene una capacidad de 18.000 personas. Fue construido en octubre de 1960 para el Copa Asiática 1960 de la AFC.